# Paxton (Illinois)
Paxton – miasto w Stanach Zjednoczonych, w stanie Illinois, ośrodek administracyjny hrabstwa Ford.

## Demografia
Według danych spisowych z 2000 liczyło 4525 mieszkańców. W 2023 liczba mieszkańców nieznacznie spadła do 4348 osób, a gęstość zaludnienia poniżej 552 osób/km².

## Położenie
Współrzędne goegraficzne: 40°27′31″N 88°05′45″W/40,458611 -88,095833.

## Galeria zdjęć

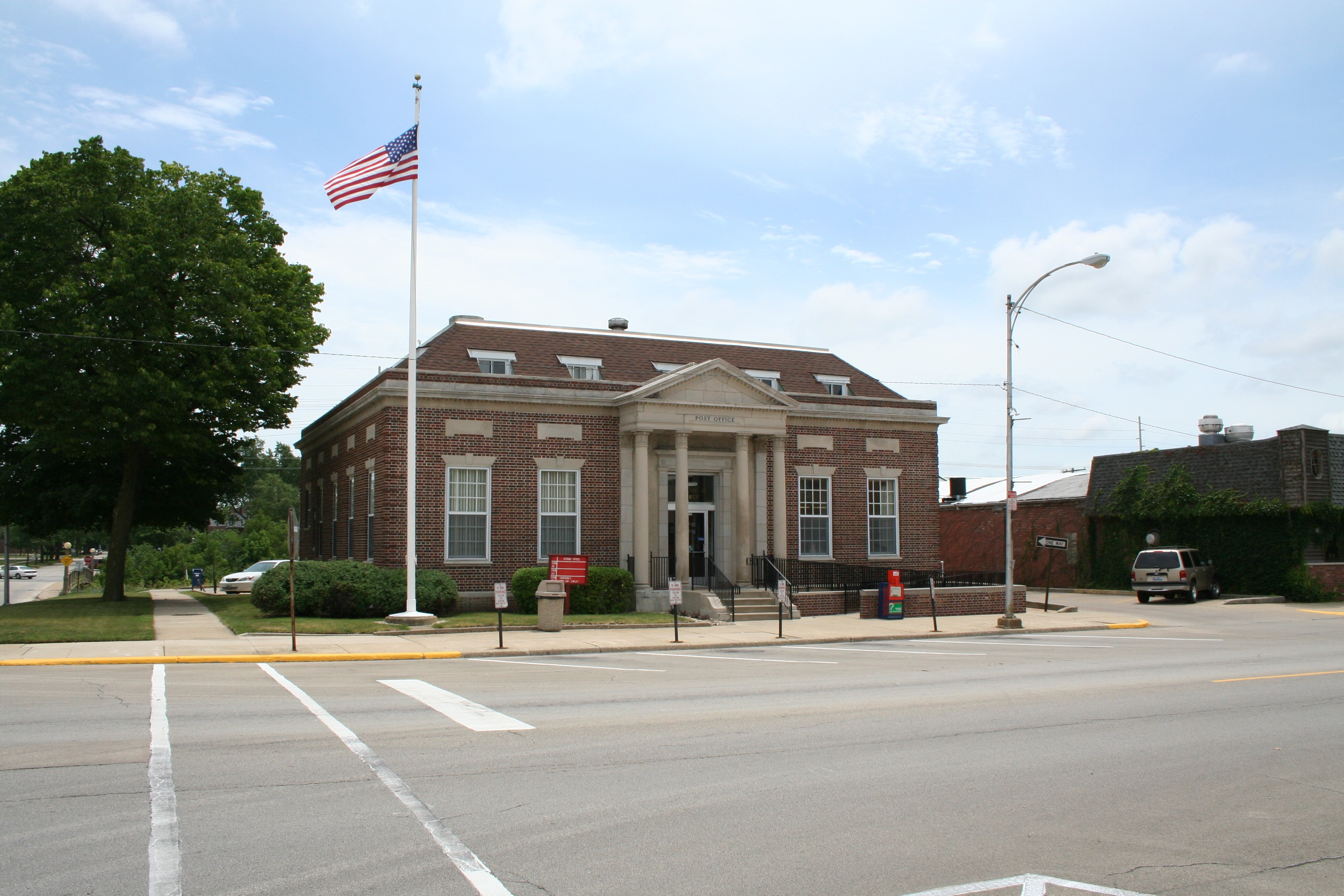
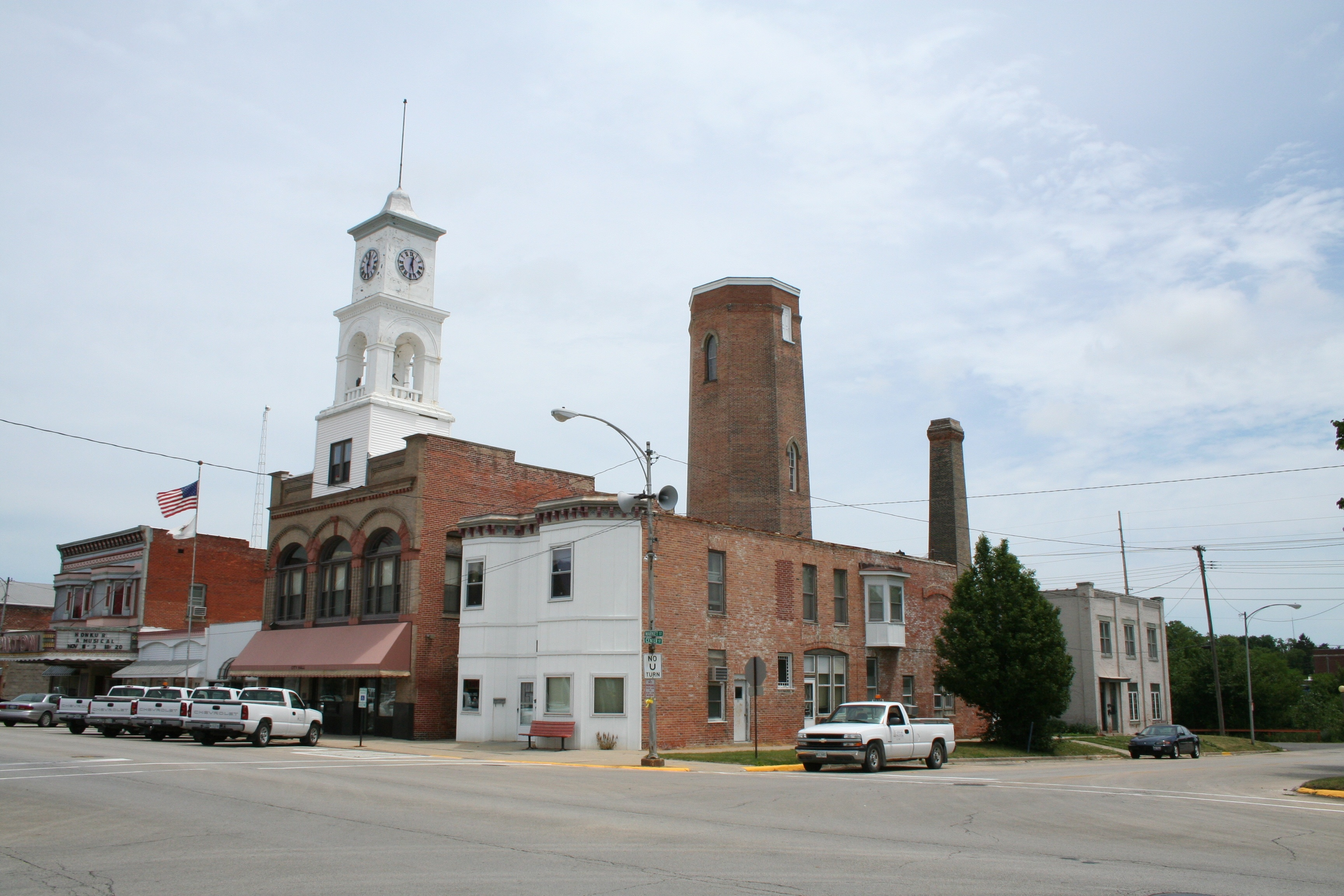
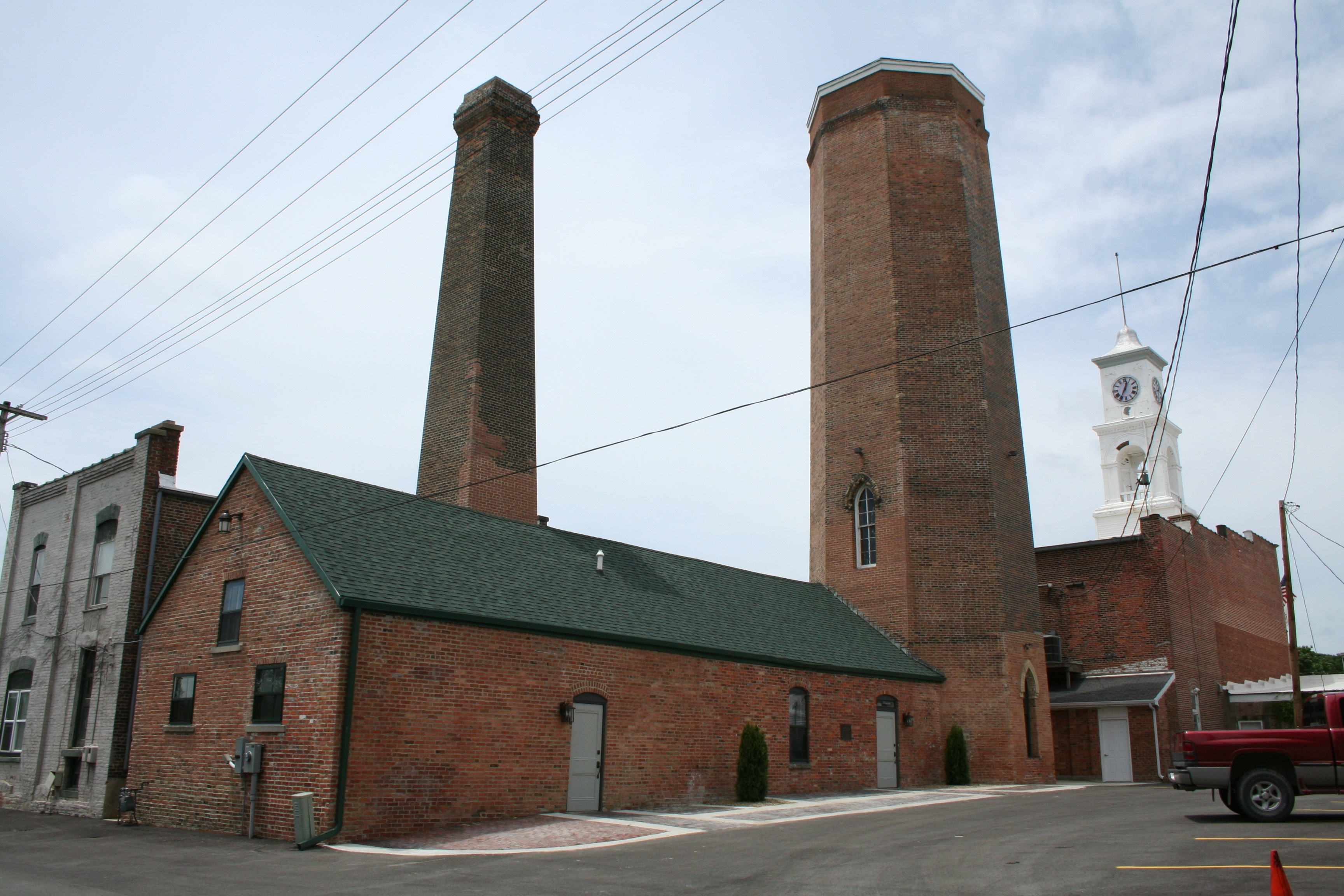